# José Dorado
José Antonio „Chechu” Dorado Ramírez (ur. 9 lipca 1982 w Kordobie) – hiszpański piłkarz występujący na pozycji obrońca w Rayo Vallecano.